# Burg Staufenberg (Schwarzwald)
Die Burg Staufenberg, auch Staufenburg oder Stauffenberg genannt und heute als Weingut Schloss Staufenberg bekannt, ist eine Höhenburg auf einer 383 Meter hohen Felsnase nördlich oberhalb des Ortsteils Staufenberg der Gemeinde Durbach im Ortenaukreis in Baden-Württemberg.

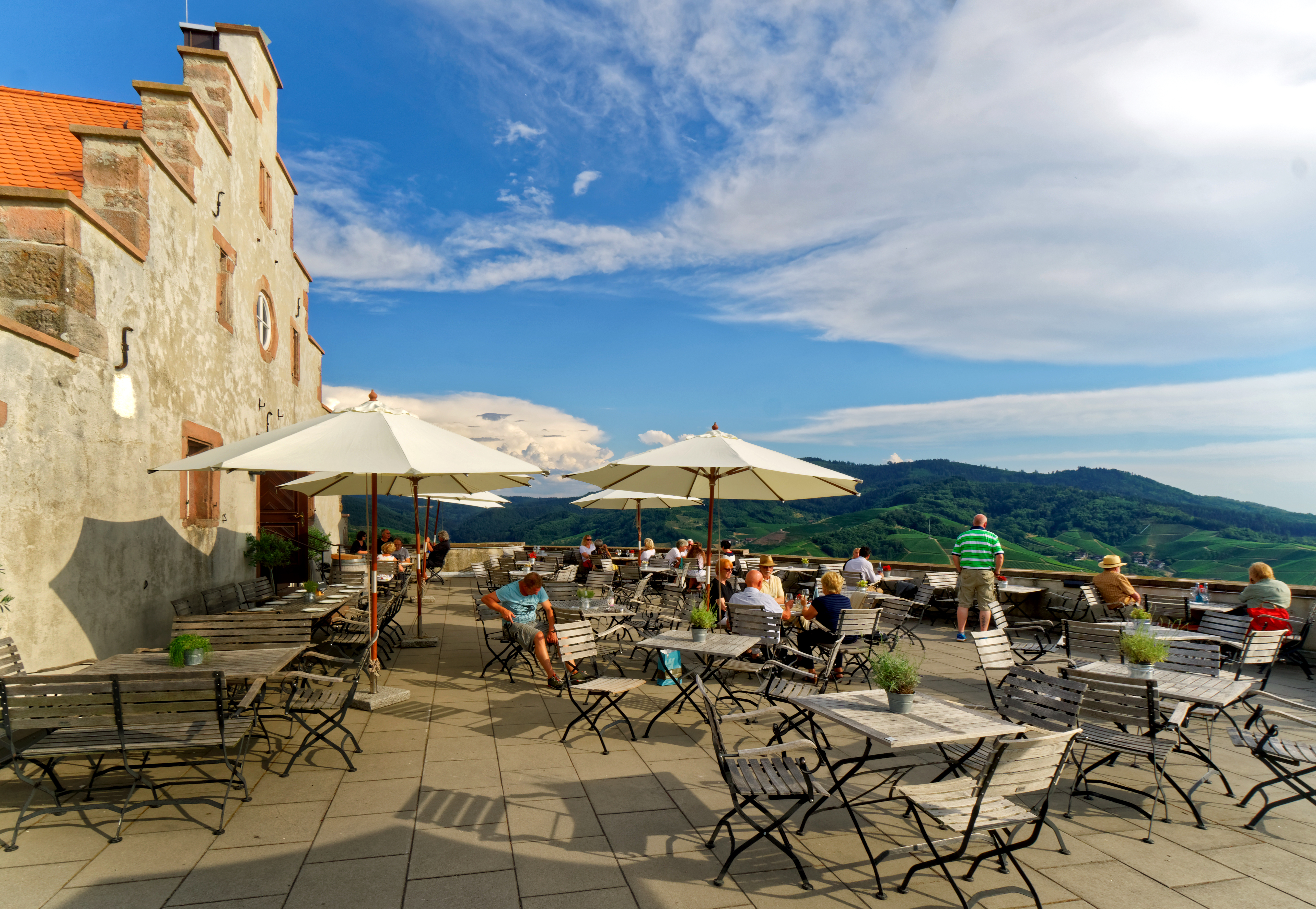
Aussichtsterrasse

## Geschichte
Auch wenn im Aufgehenden keine Bausubstanz aus dem 11. und 12. Jahrhundert erhalten ist, kommen als Erbauer der Burg die zwischen 1188 und 1132 im Schenkungsbuch des hirsauischen Priorats Reichenbach und in den Gründungsnotizen des Klosters St. Georgen erwähnten Herren bzw. Grafen von Staufenberg („Stouffenberg“) oder die seit 1148 erwähnten Ministerialen der Herzöge von Zähringen in Frage. Nach 1218 kam die Burg in den Besitz verschiedener Adelsgeschlechter und wurde im Dreißigjährigen Krieg beschädigt und letztmals 1689 von französischen „Marodeuren“ geplündert.

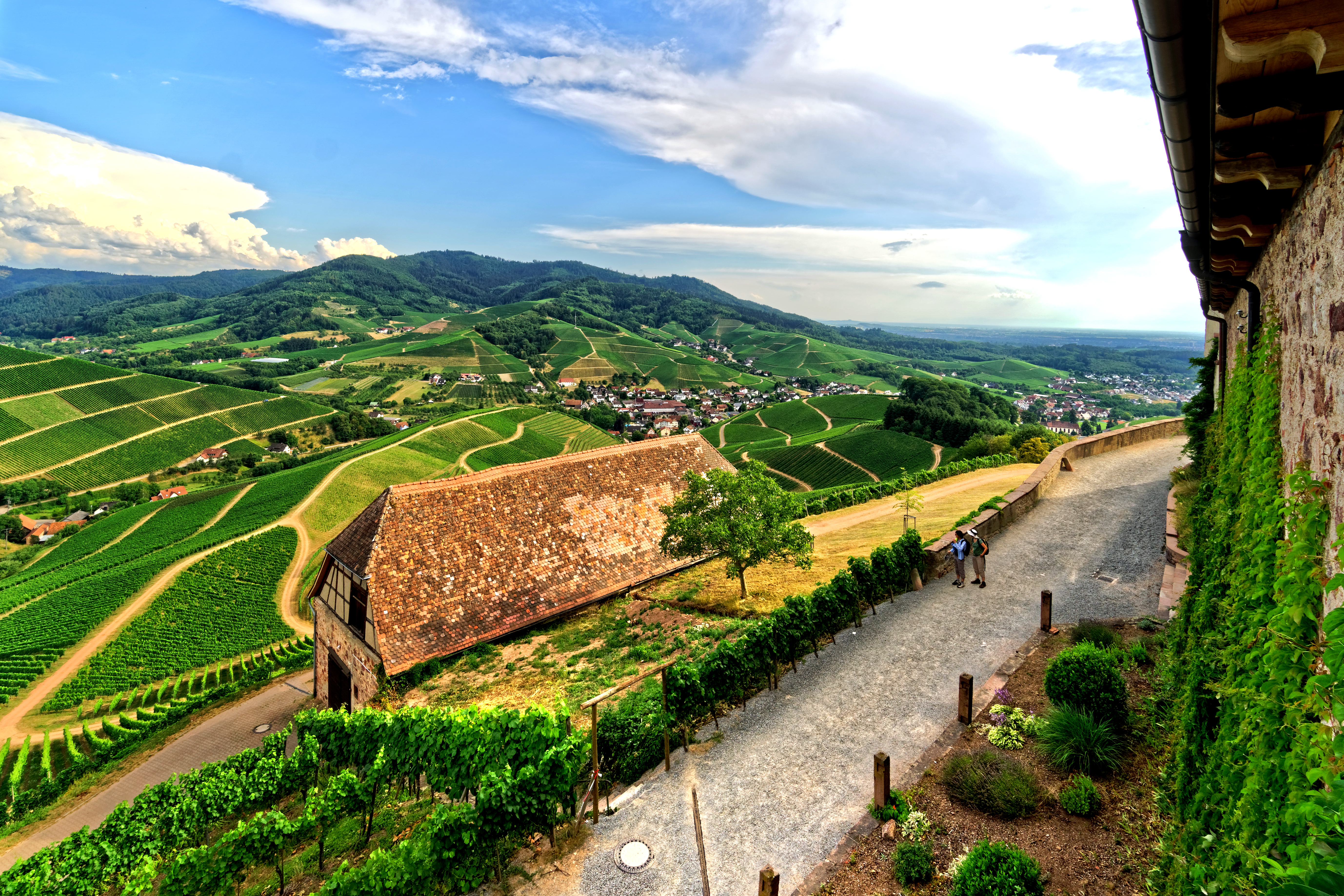
Blick von der Burg.

Zeitweise diente Burg Staufenberg als Ganerbenburg acht Familien als Wohnsitz. 1683 gab der Markgraf von Baden Burg und Herrschaft Staufenberg seinem Hofmarschall Johann Christoph von Greiffen zum Lehen. Kaiser Leopold I. erhob von Greiffen 1678 zum Freiherren von Stauffenberg. 1693 kaufte Markgraf Ludwig Wilhelm von Baden-Baden die Burg. Ab 1832 wurde die Burg von den Markgrafen von Baden im Stil der Romantik zum Schloss ausgebaut und ist heute noch im Privatbesitz des Hauses Baden als Markgräfliche Badische Weinkellerei.

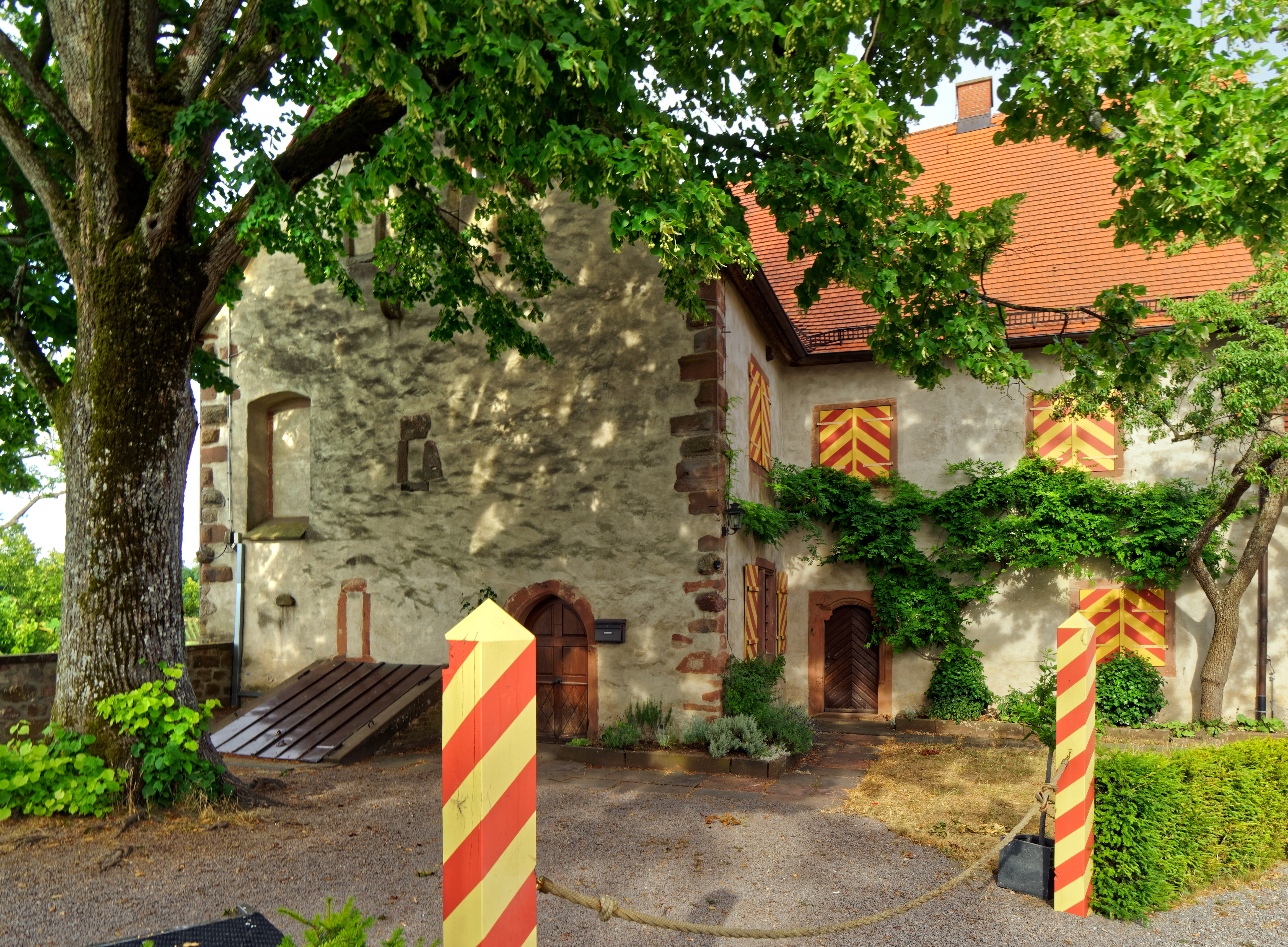
Burghof

## Anlage
Die Burganlage erhebt sich 10 Meter über dem Halsgraben, der heute als Parkplatz dient. Die Gebäude im hinteren, dem ältesten Teil der Anlage mit Palas, enthalten Elemente des Bergfrieds. Über die Burgschenke gelangt man zur westlichen Plattform, die heute als Terrasse dient.

## Sagen
- Ludwig Bechstein: Melusine[2] (Sage mit Bezug zu Stollenwald, Stollenburg und insbesondere zu Schloss Stauffenberg.)